# Id quod plerumque accidit
Id quod plerumque accidit è una locuzione in lingua latina di uso nel linguaggio giuridico. 
Significa: ciò che accade più spesso, ciò che accade di solito; o anche: il caso più probabile, ciò che costituisce la comune esperienza.
Sulla base di tale assunto il legislatore introduce la presunzione relativa, che inverte l'onere della prova ma lascia lo spazio alla prova contraria.  Essa va distinta dalla presunzione semplice (o praesumptiones hominis) che la legge lascia al libero apprezzamento del giudice.
Si dice che c'è una praesumptio iuris tantum, mentre si usa l'espressione praesumptio iuris et de iure quando non è ammessa prova contraria.